# クムラ
クムラ（フランス語: Koumra）は、チャド南部、マンドゥル州の州都であり、マンドゥル・オリエンタル県の県都を兼ねる。2008年現在の人口は38,220人。標高414m。